# Shota Khinchagashvili
Shota Khinchagashvili (in georgiano შოთა ხინჩაგაშვილი?, in russo Шота Юрьевич Хинчагашвили?, Šota Jur'evič Chinčagašvili; Dusheti, 9 gennaio 1951) è un allenatore di calcio ed ex calciatore sovietico, dal 1991 georgiano, di ruolo difensore.

## Carriera

### Club
Durante la sua carriera ha giocato principalmente con la Dinamo Tbilisi, con cui conta oltre 100 presenze.

### Nazionale
Conta 11 presenze con la nazionale sovietica.

## Palmarès

### Giocatore

#### Competizioni nazionali
- Campionato sovietico: 1

Dinamo Tbilisi: 1978
- Coppa dell'Unione Sovietica: 2

Dinamo Tbilisi: 1976, 1979

#### Competizioni internazionali
- Coppa delle Coppe: 1

Dinamo Tbilisi: 1980-1981